# Xiphosembia amapae
Xiphosembia amapae (лат.) — вид эмбий, единственный в составе рода Xiphosembia. Включён в подсемейство Scelembiinae из семейства Scelembiidae (или Archembiidae). Южная Америка (Амапа, Бразилия). Родовое название Xiphosembia происходит от греческого слова xiphos (меч или сабля) со ссылкой на саблевидный левый тергальный отросток терминалия. Видовой эпитет X. amapae дан по месту обнаружения (Amapa).

## Описание
Мелкие одноцветные эмбии, длина 8—12 мм. Усики 22—28-члениковые. Каудальный край левого гемитергита 10L не мембранный. Эпипрокт крупный. Задний базитарзус с двумя вентральными папиллами.
Род Xiphosembia имеет такую комбинацию признаков, что одно из возможных мест размещения находится между группой (Archembia + Calamoclostes) и группировкой мексиканских родов (Neorhagadochir (Conicercembia + Pachylembia)). Этот род разделяет с Neorhagadochir и Conicercembia форму каудального отростка десятого левого гемитергита 10Lp1 и с Archembia the форму LC1dp. В филогенетическом анализе Xiphosembia является сестринской группой для ((Ochrembia + Dolonembia) (Conicercembia (Neorhagadochir (Pachylembia)))), имея 10Lp1, начинающийся от внутреннего переднего угла 10L, синапоморфия с максимальным соответствием.